# Onthophagus monodon
Onthophagus monodon là một loài bọ cánh cứng trong họ Bọ hung (Scarabaeidae).